# コープ総合葬祭
株式会社コープ総合葬祭（コープそうごうそうさい）は、かつて生活協同組合の組合員向けの葬祭業を営んでいた企業である。2017年8月をもってサービス終了。葬祭事業は、株式会社コープライフサービス（生活協同組合ユーコープ子会社）の斡旋事業（ゆきげ事業）として引き継がれている。

## ゆきげ事業
生協組合員が利用できる葬祭サービス「ゆきげ葬」や葬儀に関する学習会・事前葬儀相談、及びペット葬関連など。

※「ゆきげ」という名前の由来は、弔いの悲しみから立ちなおる様を、春の季語「雪消」にたとえたものである。

## 所属協議会
- 全国生協葬祭事業推進協議会